# Cyanea arborea
Cyanea arborea är en klockväxtart som beskrevs av Wilhelm B. Hillebrand. Cyanea arborea ingår i släktet Cyanea, och familjen klockväxter. Inga underarter finns listade i Catalogue of Life.